# جان پولمان
جان هربرت پولمان مشهور به جان پولمان (انگلیسی: John Pulman؛ ۱۲ دسامبر ۱۹۲۳–۲۵ دسامبر ۱۹۹۸) بازیکن اسنوکر اهل بریتانیا بود. وی زاده ۲۱ دسامبر ۱۹۲۳ در شهر دوون است. او بین سال‌های ۱۹۵۸ تا ۶۷ قهرمان مسابقات جهانی اسنوکر شده‌است. پولمان بعد از پایان حرفه خود رو به گزارشگری و تحلیل تلویزیونی آورد و تا زمان مرگش بر اثر یک سانحه در روز کریسمس سال ۱۹۹۸، همچنان به همین پیشه مشغول بود.